# Фальшкіль

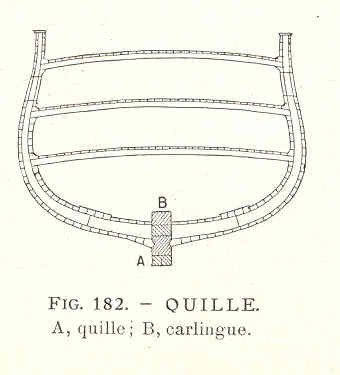
Поперечний розріз дерев'яного судна: A — фальшкіль, B — кільсон.

Фальшкі́ль (англ. false keel, keel shoe) — брус чи металева смуга (штаба) однакової ширини з кілем, що прикріпляються до нього знизу. Оберігає кіль дерев'яних суден від пошкодження об ґрунт.
На вітрильних яхтах з баластним фальшкілем, останній відливають з чавуну чи свинцю по формі, яка відповідає кілеві і кріпиться до нього наскрізними болтами.

## Авіація

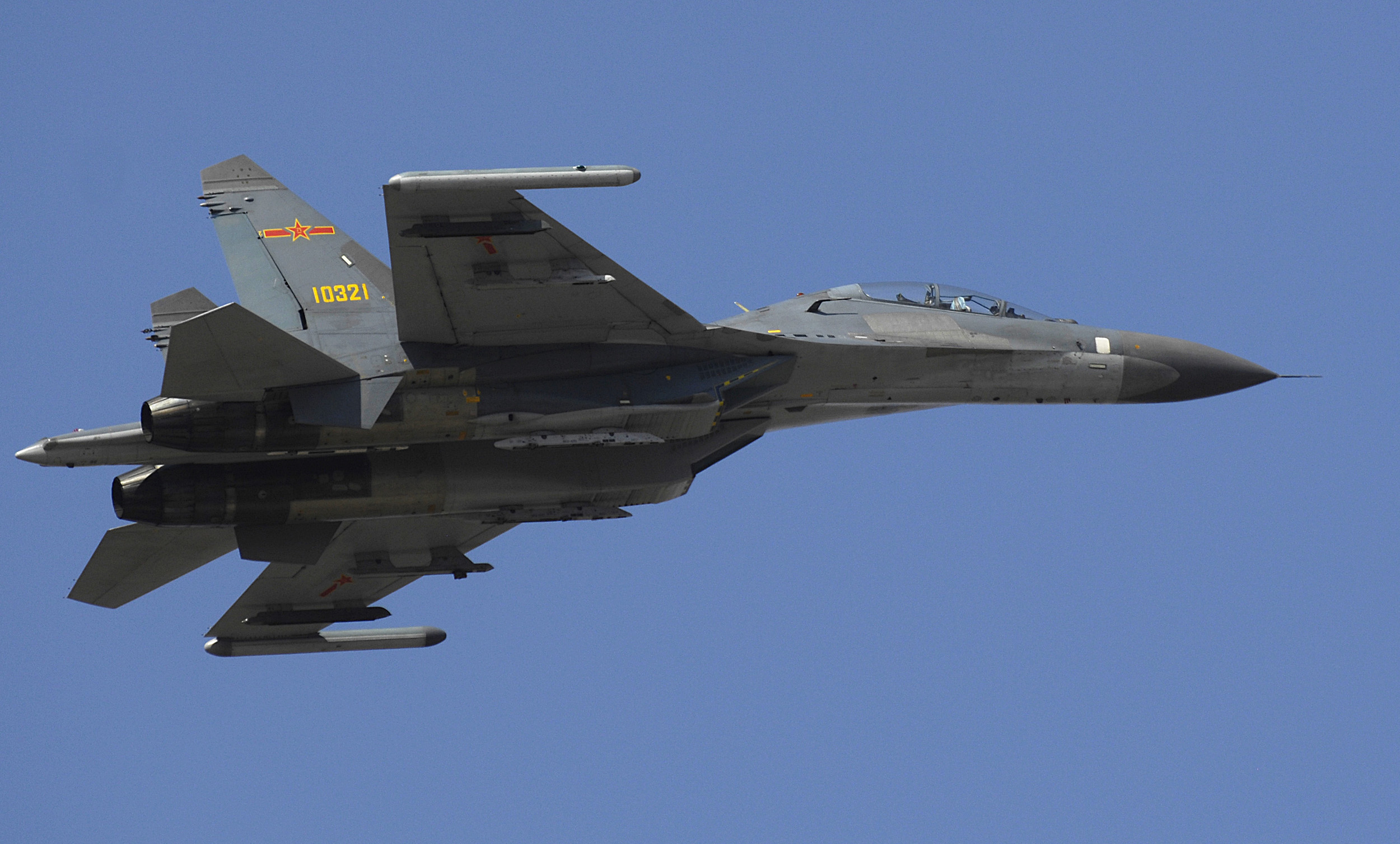
Фальшкілі під горизонтальним оперенням двокільового винищувача Су-27

В авіації фальшкіль — невелика (відносно самого кіля) стабілізувальна поверхня, розташована в хвостовій частині фюзеляжу літака під кілем. Він служить для надання літаку більшої стійкості на великих кутах атаки, а також захищає від пошкодження фюзеляж при «грубій» посадці.